# Lista över listor över öar
Detta är en lista över listor över öar i världen, grupperade efter kontinenter, oceaner, och andra klassificeringar.

## Öar efter land

### Asien
- Lista över öar i Indien
- Lista över öar i Kina
  - Lista över öar i Hongkong
- Lista över öar i Malaysia
- Lista över öar på Singapore
- Lista över öar i Vietnam

### Europa
- Lista över öar i Albanien
- Lista över öar i Danmark
  - Lista över öar på Färöarna
- Lista över öar i Estland
- Lista över öar i Finland
- Lista över öar i Grekland
- Lista över öar på Island
- Lista över öar i Kroatien
- Lista över öar i Norge
- Lista över öar i Skottland
  - Lista över Shetlandsöarnas öar
- Lista över öar i Sverige
- Lista över öar i Tyskland

### Nordamerika
- Lista över öar i Costa Rica
- Lista över öar i Honduras
- Lista över öar i Mexiko
- Lista över öar i Nicaragua
- Lista över öar i Panama
- Lista över öar i USA
  - Lista över öar på Puerto Rico

### Oceanien
- Lista över öar i Australien
- Lista över öar på Nya Zeeland

## Öar efter hav
- Lista över öar i Atlanten
- Lista över öar i Indiska oceanen
- Lista över öar i Medelhavet
- Lista över öar i Norra ishavet

## Andra listor över öar
- Lista över arkipelager efter antal öar
- Lista över världens största öar
- Lista över öar efter folkmängd